# Montricher
Montricher é uma comuna da Suíça, situada no distrito de Morges, no cantão de Vaud. Tem 25,94 km² de área e sua população em 2018 foi estimada em 949 habitantes.